# Јоргованка Табаковић
Јоргованка Табаковић (Вучитрн, 21. март 1960) српски је политичар и економиста. Гувернер је Народне банке Србије од 2012. године до данас. Други је најдужи гувернер Србије након Ђорђа Вајферта. Заменица је председника Српске напредне странке. У  мандату Јоргованке Табаковић инфлација у Србији спуштена је на нивое упоредиве са европским земљама, успостављена је и очувана релативна стабилност динара према евру, девизне резерве, укључујући и количину злата, на рекордном су нивоу, а финансијски систем стабилан. Због доприноса расту и стабилизацији српске економије, месечник „Тхе Банкер“ прогласио је Јоргованку Табаковић за најбољег гувернера на свету и за најбољег европског гувернера за 2020. годину.

## Биографија
Јоргованка Табаковић рођена је 21. марта 1960. године у Вучитрну. Гимназију је завршила 1977. године. Исте године уписала је Економски факултет у Приштини, на којем је, због високог просека оцена оствареног током прве две године студија, користећи право скраћеног студирања, 14. маја 1981. године дипломирала као студент генерације.
Од 1981. године до 1989. године радила је као професор економских предмета у Средњој економској школи у Приштини. Наредне две године обављала је послове финансијског директора у трговинској кући „Грмија“. До 1999. године живела је у Приштини, након чега се преселила у Нови Сад.
Почетком 1992. године прелази у Приштинску банку а.д. у систему Београдске банке на место заменика директора и на пословима у банкарству остаје до 1999. године. Исте године засновала је радни однос у Предузећу за телекомуникације „Телеком Србија“ а.д., у којем је била до тренутка ступања на функцију гувернера. Од марта 2005. до априла 2010. године обављала је функцију директора Сектора за логистику, а затим је радила као стручњак за економске послове.
Магистрирала је 1999. године на тему „Реформа банкарског система Југославије“ на Економском факултету у Приштини, а 2008. године поднела је пријаву докторске дисертације под називом „Инструменти централне банке – домети и ограничења на примеру Републике Србије”. Докторску дисертацију одбранила је маја 2011. године. У неким каснијим анализама докторске дисертације Јоргованке Табаковић, појавиле су се сумње у њену веродостојност. Центар за истраживачко новинарство Србије писао је да се ради о плагијату, односно да су делови рада у потпуности преузети из других радова, ово је утврђено користећи програм Turnitin, један од водећих програма за детекцију плагијата. Ментор Јоргованке Табаковић био је професор Миленко Џелатовић, који је данас председник Економског савета Српске напредне странке. Гувернерка Народне банке није одговорила на ове тврдње а Универзитет Едуцонс, на ком је спорни докторат издат, до данас није покренуо процедуру за проверу плагијата. Како су са Едуцонса потврдили CINS-у, ни не планирају то да ураде.
У 2018. години објављена је њена књига „Монетарна политика – нема коначних победа“, у 2020. години књига „Моји одговори – прилог историји банкарства Србије у 21. веку“, а у 2021. години „Тачка преокрета – у равнотежи је кључ успеха“. Током 2006. и 2007. године била је ангажована као предавач на Факултету за менаџмент у Новом Саду.
Од августа 2012. године обавља функцију гувернера Народне банке Србије. Народна скупштина Републике Србије у јуну 2018. године изабрала ју је на место гувернера у новом шестогодишњем мандату од августа 2018. Након постављања на место гувернера Народне банке Србије, Табаковићева је задржала високу позицију у Српској напредној странци.
Удовица је, мајка троје деце: Иване, Милене и Николе.
Јоргованка Табаковић је у више интервјуа навела да је 2011. године радила као астролог.

## Политичка каријера
Бирана је за народног посланика у шест сазива Народне скупштине Републике Србије – три пута од 1993. до 2000. године и још три пута од 2007. до 2012. године. У два мандата је била председник Одбора за финансије Народне скупштине Републике Србије. Од марта 1998. године до октобра 2000. године обављала је функцију министра за економску и власничку трансформацију у Влади Републике Србије.
Године 1992. постала је чланица Српске радикалне странке, где је била чланица Председничког колегијума, као и посланица у савезном парламенту.
Након што су радикали ушли у нову Владу Србије са СПС-ом и ЈУЛ-ом, 1998. године, Табаковић је постала министар за економску и власничку трансформацију.
Јануара 2007. године, на ванредним парламентарним изборима, као и у мају 2008. године на наредним ванредним парламентарним изборима, изабрана је за посланицу Српске радикалне странке у Народној скупштини Србије.
Септембра 2008. године, након раскола у СРС-у, Табаковић је подржала Томислава Николића и постала чланица посланичке групе „Напред Србијо“.